# Amathillopsis roroi
Amathillopsis roroi is een vlokreeftensoort uit de familie van de Amathillopsidae. De wetenschappelijke naam van de soort is voor het eerst geldig gepubliceerd in 2008 door Coleman & Coleman.